# Diavoli della strada ferrata
Diavoli della strada ferrata (Whispering Smith) è un film muto del 1926 diretto da George Melford.
Un detective delle ferrovie viene mandato a fermare una banda di rapinatori di treni: il soggetto è tratto da un romanzo di Frank H. Spearman. Nel 1948, ne verrà fatta un'ulteriore versione, Smith il taciturno, interpretata da Alan Ladd e, nel 1961, la storia diventerà una serie televisiva della NBC con Audie Murphy.

## Produzione
Il film fu prodotto da Cecil B. DeMille per la Metropolitan Pictures Corporation of California.

## Distribuzione
Distribuito dalla Producers Distributing Corporation (PDC), il film - presentato da John C. Flinn - uscì nelle sale cinematografiche statunitensi il 28 marzo 1926. Ebbe una distribuzione europea: uscì in Portogallo il 29 giugno 1928 con il titolo Salteadores de Expressos e in Spagna come Vía libre.